# Прана
Пра́на (санскр. प्राण, IAST: prāṇa — дословно — «дыхание» или «жизнь») — в йоге, традиционной индийской медицине, эзотерике — представление о жизненной энергии, жизнь. В йоге считается, что прана пронизывает всю вселенную, хотя и невидима для глаз.
Йоги считают, что прана с каждым вдохом наполняет праническое тело человека (или животного) по системе мельчайших каналов — нади; Кшурика-упанишада и Хатха-йога-прадипика называют 72 тысячи нади; Прапанчасара-тантра и Горакша-Паддхати — 300 тысяч; Шива-самхита — 350 тысяч. Нади, переплетаясь, образуют многочисленные энергетические центры — чакры. Выделяют десять главных нади, три из которых считаются наиболее важными: ида, пингала и сушумна. Эти три канала (нади), по представлениям йогов, располагаются непосредственно вдоль позвоночника и играют важную роль в жизни человека, также они соединяют шесть главных чакр (от муладхары до аджни). Нужно заметить, что Сушумна пролегает от муладхары до сахасрары и является каналом для огня кундалини.
В тибетской медицине используется одновременно два понятия — и прана, и ци.
Карл Густав Юнг, анализируя начавшийся в XIX веке широкомасштабный импорт экзотических религиозных систем Востока на Запад, отмечал связанные с этим проблемы:

Индийское мышление с легкостью оперирует такими понятиями, как прана. Иное дело — Запад. Обладая дурной привычкой верить и развитым научным и философским критицизмом, он неизбежно оказывается перед дилеммой: либо попадает в ловушку веры и без малейшего проблеска мысли заглатывает такие понятия, как прана, атман, чакры, самадхи и т. п., либо его научный критицизм разом отбрасывает их как «чистейшую мистику». Раскол западного ума с самого начала делает невозможным сколько-нибудь адекватное использование возможностей йоги. Она становится либо исключительно религиозным делом, либо чем-то вроде гимнастики, контроля за дыханием, эуритмики и т. п. Мы не находим здесь и следа того единства этой природной целостности, которые столь характерны для йоги. Индиец никогда не забывает ни о теле, ни об уме, тогда как европеец всегда забывает то одно, то другое. Благодаря этой забывчивости он завоевал сегодня весь мир. Не так с индийцем: он помнит не только о собственной природе, но также о том, что он и сам принадлежит природе. Европеец, наоборот, располагает наукой о природе и удивительно мало знает о собственной сущности, о своей внутренней природе. Для индийца знание метода, позволяющее ему контролировать высшую силу природы внутри и вовне самого себя, представляется дарованным свыше благом. Для европейца же подавление собственной природы, и без того искаженной, добровольное превращение себя в некое подобие робота показалось бы чистейшим адом…
Богатая метафизическая и символическая мысль Востока выражает важнейшие части бессознательного, уменьшая тем самым его потенциал. Когда йог говорит «прана», он имеет в виду нечто много большее, чем просто дыхание. Слово «прана» нагружено для него всею полнотой метафизики, он как бы сразу знает, что означает прана и в этом отношении. Европеец его только имитирует, он заучивает идеи и не может выразить с помощью индийских понятий свой субъективный опыт. Я более чем сомневаюсь в том, что европеец станет выражать свой соответствующий опыт, даже если он способен получить его посредством таких интуитивных понятий, как «прана».
Существуют люди (самоназвание: солнцее́ды, праное́ды, бретариа́нцы), утверждающие, что для питания организма им достаточно усвоения праны; они утверждают, что практикуют длительное воздержание от приёма пищи и при этом не истощают запасы питательных веществ организма. Нет клинических исследований, данные которых могли бы это подтвердить.

## Виды праны
Главные Вайю (ветра), называемые Пранади относятся к внутреннему телу:
- Прана движется постоянно в сердце
- Апана — в области ануса,
- Самана — в области пупа,
- Удана — в шее,
- Вьяна — проникает через всё тело

Остальные пять никогда не покидают тело:
- Нага действует в пробуждении и вызывает пробуждение сознания
- Курма действует в открывании глаз и вызывает зрение
- Крикара действует в чувстве голода и вызывает голод и жажду
- Девадатта действует при зевании
- Дхананджайя порождает речь, проникает через всё тело и не оставляет его даже после смерти.